# Poiana, Arad
Poiana este un sat în comuna Vârfurile din județul Arad, Crișana, România.

## Monumente istorice
- Biserica de lemn „Nașterea Maicii Domnului”

## Galerie de imagini

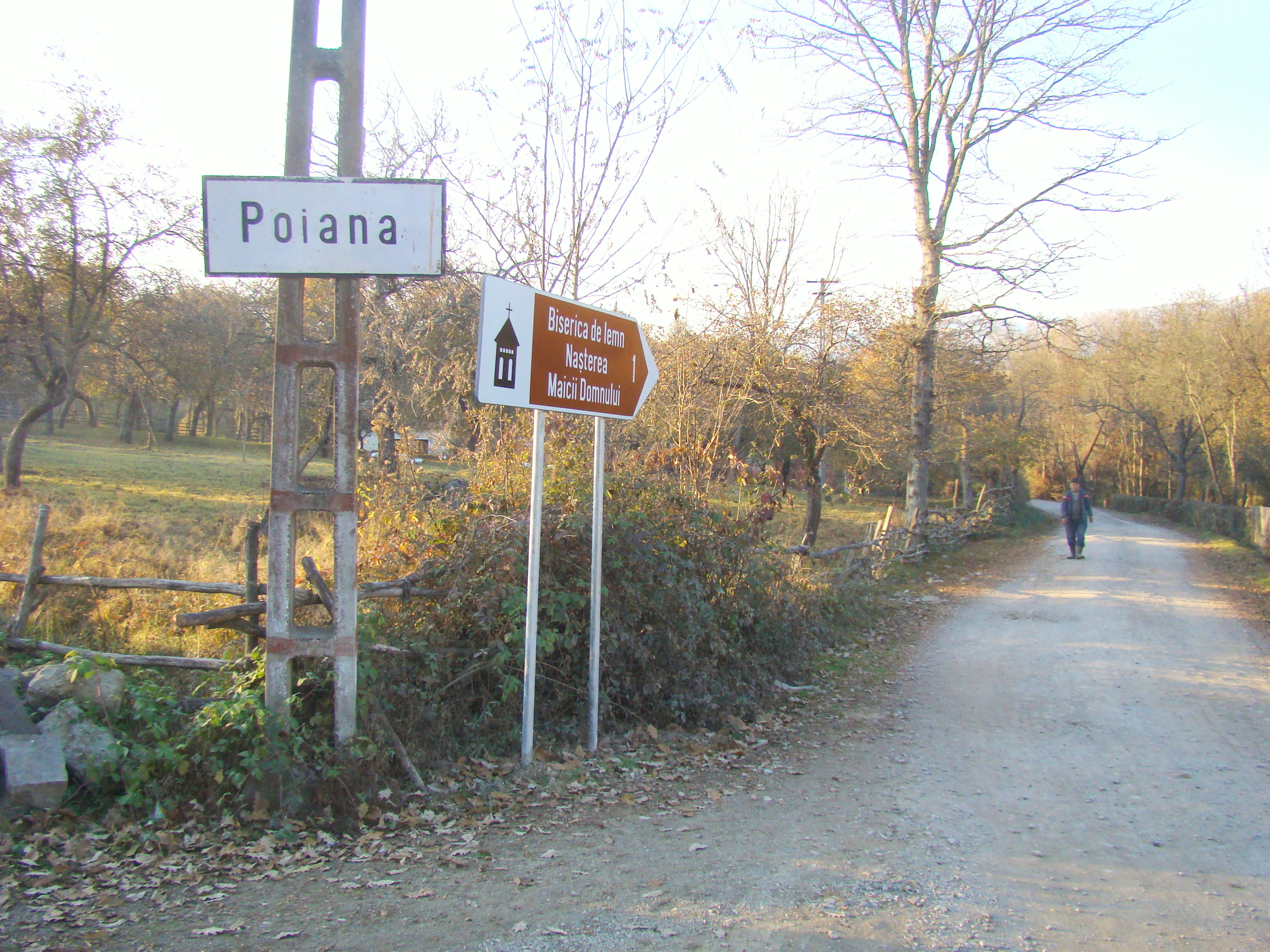
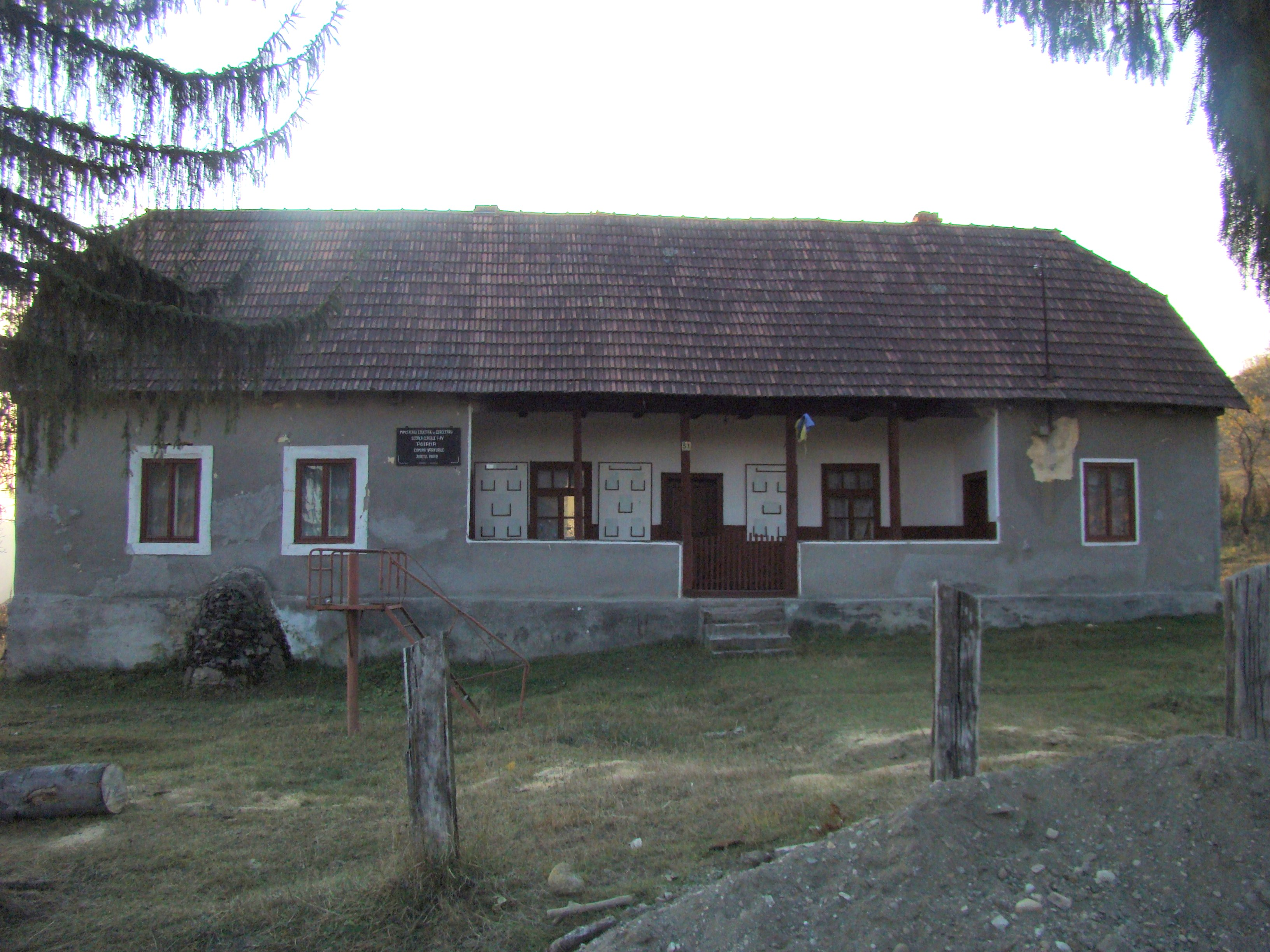
Școala
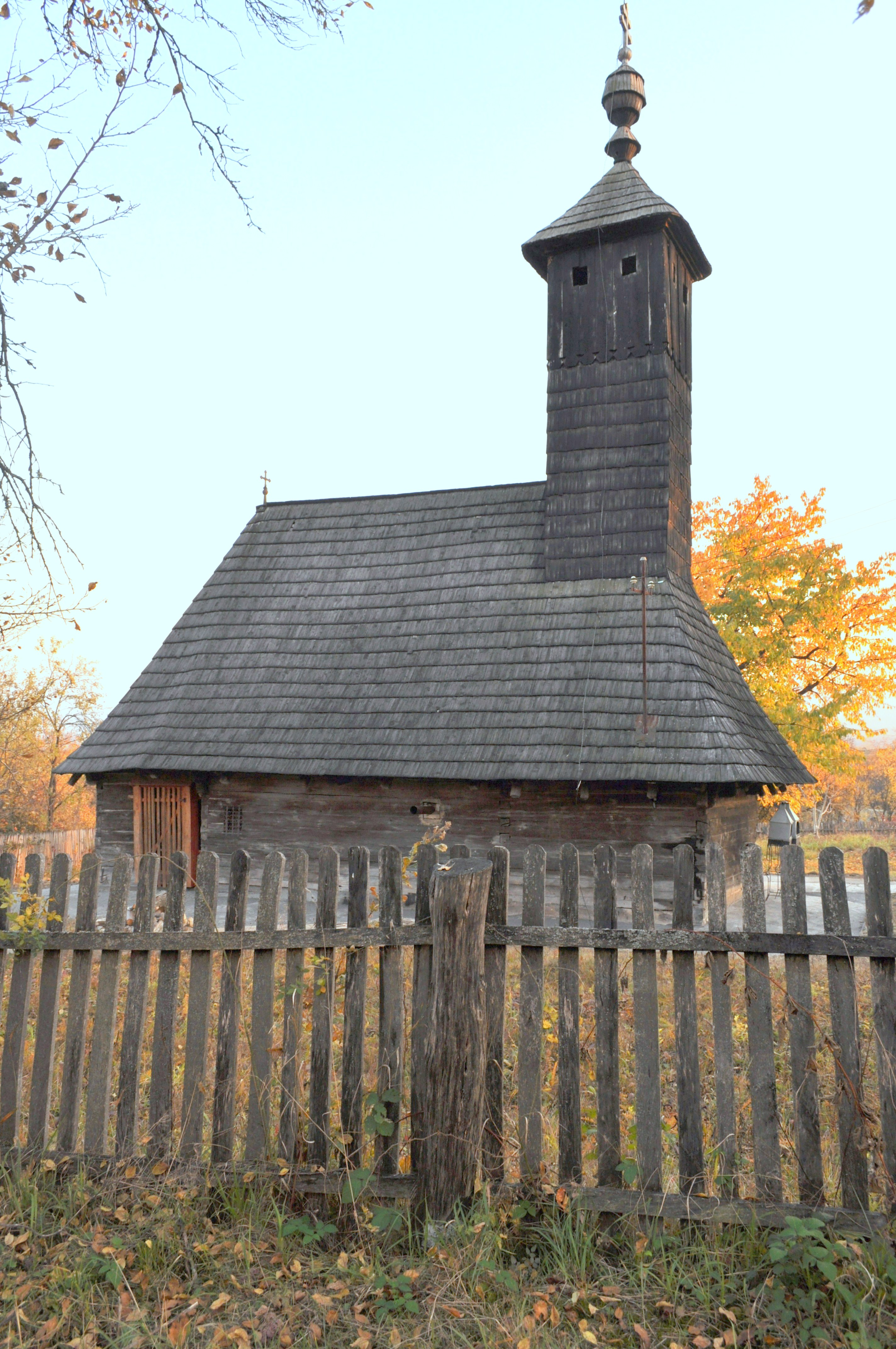
Biserica de lemn